# Kosmos 2440
Kosmos 2440, ruski satelit sustava ranog upozorenja o raketnom napadu, iz programa Kosmos. Vrste je US-KMO (Oko-1 br. 7127)/Prognoz. 
Lansiran je 26. lipnja 2008. godine u 23:59 s kozmodroma Bajkonura (Tjuratama) s mjesta 81/24. Lansiran je u geostacionarnu orbitu oko planeta Zemlje raketom nosačem Proton-K DM-2 8K72K. Orbita mu je 35804 km u perigeju i 35861 km u apogeju. Orbitne inklinacije je 2,29°. Spacetrackov kataloški broj je 33108. COSPARova oznaka je 2008-033-A. Zemlju obilazi u 1438,44 minute. 
Iz misije je ostalo nekoliko dijelova od više stupnjeva rakete: blok DM-2 11S861 br. 111 ostao je u geostacionarnoj orbiti, a srednji prehodnik, 8S812 i SOZ vratili su se u atmosferu.

## Vanjske poveznice
- N2YO.com Search Satellite Database (engl.)
- Celes Trak SATCAT Format Documentation (engl.)
- Kunstman  Arhivirana inačica izvorne stranice od 12. kolovoza 2019. (Wayback Machine) Satellites in Orbit (engl.)